# Zwei-Schwerter-Theorie
Die Zwei-Schwerter-Theorie, auch Zweischwerterlehre genannt, beschreibt das Verhältnis zwischen kaiserlicher und päpstlicher Macht und Gewalt im frühen Mittelalter.

## Lehre des Gelasius

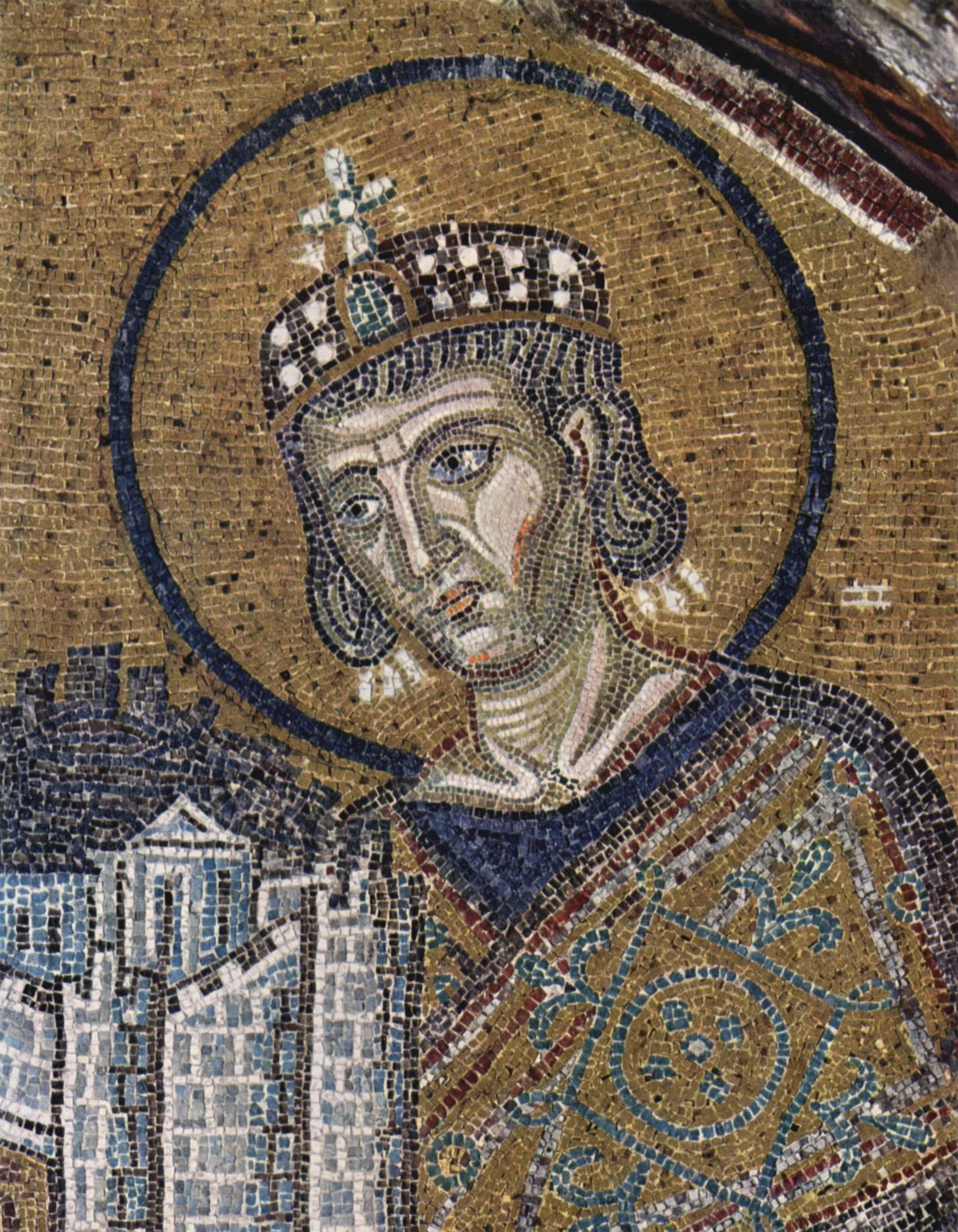
Konstantin der Große mit dem Stadtmodell Konstantinopels (Mosaik in der Hagia Sophia, um 1000)

In der Spätantike griffen nach Akzeptanz des Christentums durch den römischen Kaiser Konstantin I. dessen Nachfolger teilweise extensiv in die inneren Angelegenheiten der Kirche ein, einschließlich der Definition ihrer Glaubenslehre. Gesamtkirchliche Konzilien versammelten sich bis ins 5. Jahrhundert auf Anordnung des Kaisers, der teilweise persönlich oder durch Vertreter die Vorgehensweise des Konzils leitete. Diese Stellung des Kaisers wird teilweise als Cäsaropapismus bezeichnet. Diese Rolle nahm nach der römischen Reichsteilung von 395 und dem Untergang des westlichen Kaisertums 476 der oströmische Kaiser in Konstantinopel wahr.
Dabei stellte sich die Frage nach dem Verhältnis zwischen Reich und Kirche und zwischen weltlicher und geistlicher Gewalt. Nahmen Theologen wie Eusebius von Caesarea im 4. Jahrhundert unter dem Eindruck der konstantinischen Wende eine starke Identifizierung zwischen Reich und Kirche vor, plädierte Augustinus im 5. Jahrhundert in De Civitate Dei für eine deutliche Trennung zwischen politischer und Heilsgeschichte.

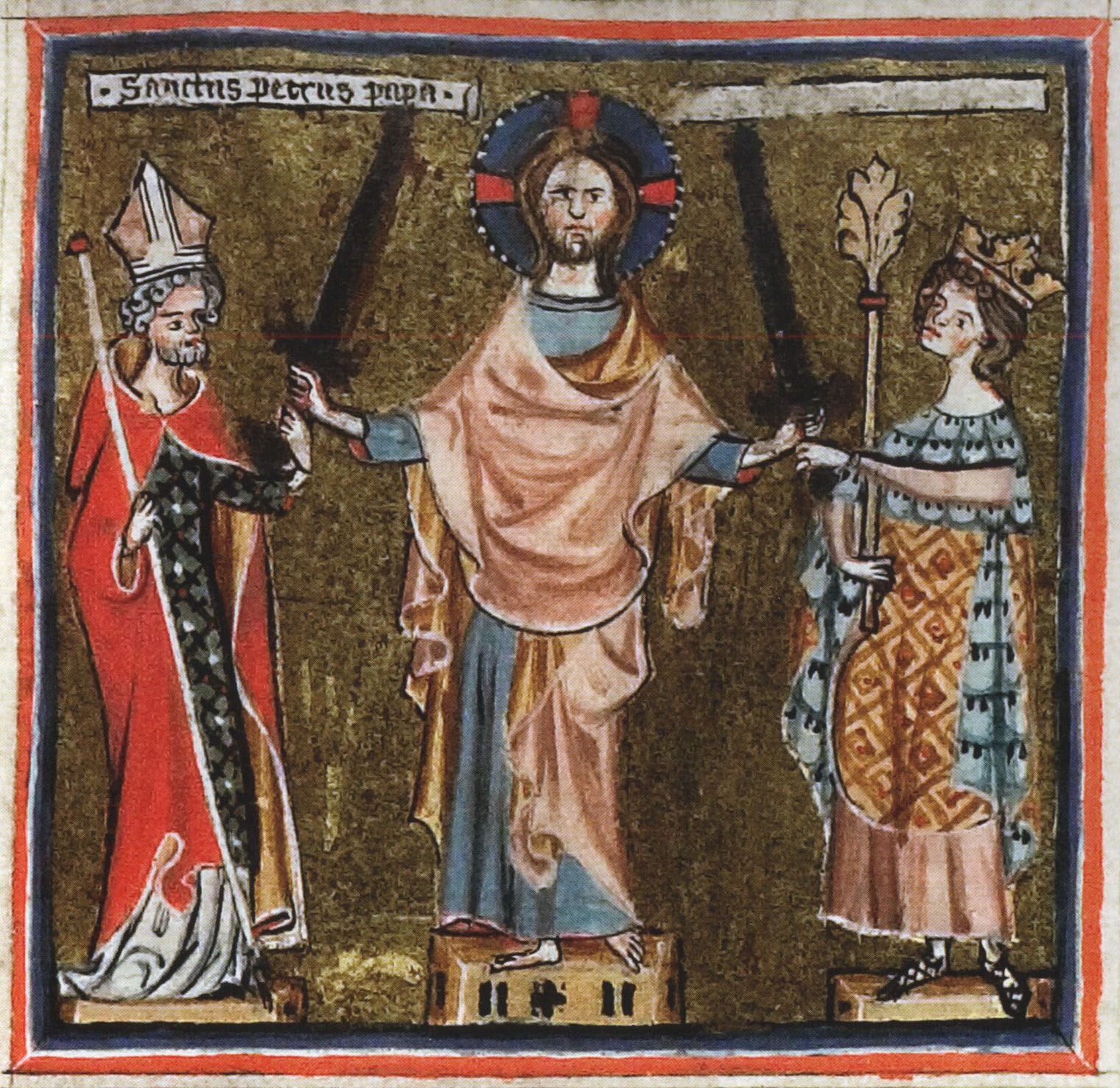
Heidelberger Schwabenspiegelhandschrift

Eine Zweigewaltenlehre wurde erstmals 494 von Papst Gelasius I. formuliert. Dies geschah auf dem Hintergrund eines andauernden, durch kaiserliche Politik verursachten Schismas. Die Lehre des Monophysitismus war 451 durch das Konzil von Chalkedon verurteilt worden, besaß aber vor allem in Ägypten eine große Anhängerschaft. Um zu vermeiden, dass der theologische Zwiespalt die Einheit des Reiches gefährde, betrieben die Kaiser seit Zenon eine ausgleichende Politik, die sie durch den Patriarchen von Konstantinopel auch kirchlich umsetzen ließen. Nach dieser Vorgehensweise vermied man es, gegenüber den Monophysiten das strittige Konzil zu erwähnen und tolerierte die Amtsführung monophysitischer Bischöfe in Ägypten und auch in Syrien, wo die Lehre sich nun zunehmend ausbreitete. Dagegen protestierten die römischen Päpste, die an der Definition von Chalkedon großen Anteil hatten und weniger unter kaiserlicher Macht standen, so dass es zum Bruch zwischen Rom auf der einen und dem Konstantinopel folgenden Osten auf der anderen Seite kam. Die Situation wurde 493 dadurch verschärft, dass mit Kaiser Anastasios I. ein monophysitischer Sympathien verdächtiger Mann den Thron bestieg.
Um seine Nichtanerkennung kaiserlicher Maßnahmen in Bezug auf die Beschlüsse des Konzils von Chalkedon zu betonen, schickte Papst Gelasius einen Brief an Kaiser Anastasios, in dem er lehrte, Gott habe zur Leitung der Welt die kaiserliche Gewalt (regalis potestas) und die geistliche Autorität der Bischöfe (auctoritas sacrata pontificum) eingesetzt. Von diesen beiden sei das Gewicht letzterer umso schwerer, da die Bischöfe vor Gottes Gericht auch für die Könige Rechenschaft abzulegen hätten. „Denn du weißt“, fuhr Gelasius in seinem Brief an den Kaiser fort, „allergnädigster Sohn, dass du, obgleich an Würde über das Menschengeschlecht gesetzt, dennoch den Vorstehern der göttlichen Dinge fromm den Nacken beugst und von ihnen die Mittel deines Heils erwartest.“ Dabei kam für Gelasius der päpstlichen auctoritas besondere Bedeutung zu, da Gott den Bischof von Rom „als den höchsten über alle Bischöfe einsetzte.“ Das Neue an der Aussage des Gelasius war, dass er die staatliche potestas und die bischöfliche auctoritas auf eine Ebene stellte. Die bischöfliche auctoritas wurde dabei über die geistliche Macht, die Menschen hinsichtlich ihrer Sünden binden und lösen zu können, definiert. Entscheidend für die Position des Gelasius ist die Tatsache, dass es sich bei seiner Zweigewaltenlehre noch um ein dezidiert defensives Konzept handelt. Er fordert in seinem Brief die eigenständige Verantwortlichkeit der Kirche für ihren Bereich, ohne in die weltliche Ordnung eingreifen zu wollen. 
Die Bezeichnung „Zweischwerterlehre“ ist für das Schreiben des Gelasius noch nicht zutreffend. Diese Bezeichnung beruht auf der allegorischen Exegese von Lk 22,38  aus der Frühphase des Investiturstreits im 11. Jh. Dort heißt es über die Apostel: „Sie sprachen aber: Herr, siehe, hier sind zwei Schwerter. Er aber sprach zu ihnen: Es ist genug.“ (lat. At illi dixerunt Domine ecce gladii duo hic at ille dixit eis satis est.). Diese Stelle wurde dann von Anhängern Kaiser Heinrichs IV. und Anhängern Papst Gregors VII. ganz unterschiedlich interpretiert. Gelasius hingegen arbeitet nicht mit dieser biblischen Begründung.

## Weitere Entwicklung

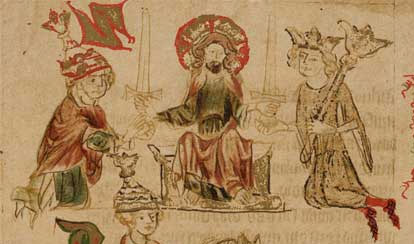
Illustration aus dem Dresdner Sachsenspiegel (Faksimile Karl von Amiras, 1902)

Die Zweischwerterlehre beschrieb etwa 600 Jahre lang das Verhältnis zwischen Staat und Kirche. In Abbildungen aus dieser Zeit wurde sie häufig dargestellt, wie die Abbildungen im Sachsenspiegel (13. Jahrhundert) zeigen. Über das genaue Verhältnis der zwei Schwerter untereinander sagte sie zunächst nichts aus.
In der Frühphase des Investiturstreites etwa konnte König Heinrich IV. die Zweischwerterlehre anführen, um seine im weltlichen Bereich unbeschränkte Position zu betonen. Auf päpstlicher Seite verwies man darauf, dass sich bei Lukas die Apostel im Besitz der Schwerter befinden; ferner wurde die Lehre weiter auf den Papst zugespitzt unter Verweis auf Matthäus (Mt 26,52 ), wo Jesus Petrus anweist, sein Schwert in die Scheide zu stecken. Der Papst verfüge daher als Nachfolger des Apostels Petrus über das weltliche Schwert (gladius materialis) und das geistliche (gladius spiritualis), überlasse das weltliche aber freiwillig und widerruflich dem Kaiser. Eine erste Ausformulierung dieser Interpretation findet sich im Dictatus Papae von 1075 und später auch bei Bernhard von Clairvaux.
In dieser Form wurde die Zweischwerterlehre ein bis in das 14. Jahrhundert oft wiederholtes Argument für den Vorrang der päpstlichen gegenüber der kaiserlichen Gewalt. Besondere Zuspitzung erfuhr dies durch Papst Bonifatius VIII., der 1302 in der Bulle Unam Sanctam nicht die tatsächliche weltliche Macht für sich forderte, wohl aber die Unterordnung der Monarchen, was in diesem Fall gegen den französischen König gerichtet war. Das weltliche Schwert unterstehe dem geistlichen, es werde vom Papst eingesetzt und geduldet, oder anders ausgedrückt: Das geistliche Schwert werde von der Kirche geführt und das weltliche für die Kirche. Darüber hinaus solle die geistliche über die weltliche Gewalt Recht sprechen, wobei sie selbst nur Gott verpflichtet sei. Da der politische Einfluss des Papstes mit dem Tod des Bonifatius endete, schwand die faktische Bedeutung der Zweischwerterlehre zum Ausgang des Mittelalters.
Das grundsätzliche Problem einer politisch tätigen Kirche und der Verbindungen zwischen Thron und Altar bestand allerdings im Weiteren fort. Im Anschluss an die Zweischwerterlehre interpretierte der Protestantismus im Rückgriff auf Schriften und Aussagen Martin Luthers diese neu im Sinne einer Zwei-Reiche-Lehre, die später mithalf.
Die Zwei-Schwerter-Lehre gehört zu den geistesgeschichtlichen Grundlagen, auf denen sich der moderne, säkulare Staat entwickeln konnte.